# David de la Mar
David de la Mar (Amsterdam, 14 maart 1832 – Hilversum, 6 augustus 1898) was een Nederlandse 19e-eeuwse kunstschilder.
David de la Mar werkte vooral in Amsterdam. Hij genoot zijn opleiding aan de Koninklijke Academie van Amsterdam, om zich daarna te specialiseren in Parijs bij Auguste Antoine Ernest Hébert.
Zijn werken zijn verwant aan de vroege Haagse School en zijn een mix tussen Frans impressionisme en Hollands realisme. Net als Hébert was hij een genreschilder.
- Biografisch Portaal: 71974576
- RKD-Nederlands Instituut voor Kunstgeschiedenis: 89058
- Union List of Artist Names: 500151552
- Virtual International Authority File: 1486153596622951900005